# Campionati italiani di winter triathlon del 2008
I Campionati italiani di winter triathlon del 2008 (X edizione) sono stati organizzati dalla Federazione Italiana Triathlon e si sono tenuti a Flassin in Val d'Aosta, in data 10 febbraio 2008.
Tra gli uomini ha vinto per la quarta volta consecutiva Daniel Antonioli ( Esercito), mentre la gara femminile è andata per la terza volta consecutiva a Giuliana Lamastra (Trisports.it Team).

## Risultati

### Élite uomini
| Pos. | Atleta              | Società sportiva             | Corsa   | Bici    | Sci di fondo | Totale  |
| ---- | ------------------- | ---------------------------- | ------- | ------- | ------------ | ------- |
|      | Daniel Antonioli    | Esercito                     | 0:20:39 | 0:30:16 | 0:27:20      | 1:18:15 |
|      | Oswald Weisenhorn   | Malles Triathlon             | 0:21:16 | 0:30:07 | 0:28:08      | 1:19:31 |
|      | Peter Viana         | Esercito                     | 0:20:37 | 0:30:38 | 0:28:49      | 1:20:04 |
| 4    | Walter Polla        | Triathlon Alto Adige         | 0:21:39 | 0:30:59 | 0:28:49      | 1:21:27 |
| 5    | Anton Steiner       | Malles Triathlon             | 0:21:21 | 0:31:09 | 0:29:01      | 1:21:31 |
| 6    | Stefano Bonadei     | Freezone                     | 0:23:10 | 0:32:51 | 0:30:02      | 1:26:03 |
| 7    | Carlo Bellati       | Triathlon Lecco              | 0:22:36 | 0:33:42 | 0:31:02      | 1:27:20 |
| 8    | Guido Ricca         | Triathlon Cremona Stradivari | 0:23:57 | 0:31:57 | 0:31:49      | 1:27:43 |
| 9    | Francesco Dutto     | Valle Gesso Sport            | 0:22:39 | 0:35:18 | 0:31:34      | 1:29:31 |
| 10   | Filippo Blanc       | Trisports.it Team            | 0:24:39 | 0:31:46 | 0:33:57      | 1:30:22 |
| 11   | Pietro Riva         | Triathlon Lecco              | 0:23:30 | 0:36:03 | 0:32:33      | 1:32:06 |
| 12   | Alessio Nardellotto | Fumane Triathlon Zenage      | 0:22:59 | 0:34:34 | 0:35:25      | 1:32:58 |
| 13   | Sandro Dallago      | Triathlon Alto Adige         | 0:23:48 | 0:35:45 | 0:34:12      | 1:33:45 |
| 14   | Walter Bonazzi      | Triathlon Bergamo            | 0:24:46 | 0:36:58 | 0:33:01      | 1:34:45 |
| 15   | Michele Sartori     | Kino - Mana                  | 0:23:32 | 0:33:21 | 0:38:50      | 1:35:43 |
| 16   | Paolo De Monte      | Triathlon Team Brianza       | 0:26:20 | 0:34:43 | 0:34:44      | 1:35:47 |
| 17   | Alberto Bethaz      | Trisports.it Team            | 0:23:59 | 0::0::0 | 1:36:09      | 1:36:09 |
| 18   | Stefano Turati      | Fumane Triathlon Zenage      | 0:25:05 | 0:34:33 | 0:36:35      | 1:36:13 |
| 19   | Danis Facchini      | Ksv Triathlon                | 0:24:40 | 0:35:01 | 0:36:35      | 1:36:16 |
| 20   | Carlo Mariani       | Triathlon Team Brianza       | 0:25:12 | 0:38:29 | 0:34:50      | 1:38:31 |

### Élite donne
| Pos. | Atleta              | Società sportiva        | Corsa   | Bici    | Sci di fondo | Totale  |
| ---- | ------------------- | ----------------------- | ------- | ------- | ------------ | ------- |
|      | Giuliana Lamastra   | Trisports.it Team       | 0:25:32 | 0:34:52 | 0:34:02      | 1:34:26 |
|      | Stefania Bonazzi    | Silca Ultralite         | 0:24:12 | 0:35:56 | 0:34:53      | 1:35:01 |
|      | Germaine Roulet     | Trisports.it Team       | 0:27:36 | 0:39:48 | 0:35:06      | 1:42:30 |
| 4    | Laura Mazzucco      | Alba Triathlon          | 0:25:16 | 0::0::0 | 1:46:36      | 1:46:36 |
| 5    | Claudia Paolazzi    | ARC Busto Arsizio       | 0:27:13 | 0::0::0 | 1:49:26      | 1:49:26 |
| 6    | Laura Pederzoli     | Fumane Triathlon Zenage | 0:28:24 | 0:47:33 | 0:43:40      | 1:59:37 |
| 7    | Marika Ganci        | Fumane Triathlon Zenage | 0:27:35 | 0:44:46 | 0:48:10      | 2:00:31 |
| 8    | Virna Stavla        | Padova Triathlon        | 0:29:35 | 0:48:33 | 0:45:32      | 2:03:40 |
| 9    | Valentina Capovilla | Padova Triathlon        | 0:30:41 | 0:47:36 | 0:48:45      | 2:07:02 |
| 10   | Ilaria Sambo        | Pro Patria Acros        | 0:33:01 | 0:44:52 | 0:52:41      | 2:10:34 |
| 11   | Luisa Casagrande    | Freetime Triathlon      | 0:30:36 | 0:53:18 | 0:48:32      | 2:12:26 |
| 12   | Sara Silvestri      | Padova Triathlon        | 0:30:41 | 0:48:01 | 0:54:50      | 2:13:32 |
| 13   | Giovanna Basso      | Valle Gesso Sport       | 0:34:44 | 0:53:19 | 0:48:11      | 2:16:14 |
| 14   | Luisella Iabichella | Road Runners            | 0:34:43 | 0:50:52 | 0:53:26      | 2:19:01 |
| 15   | Patrizia Dorsi      | Pro Piacenza Team       | 0:30:26 | 0:53:49 | 1:04:14      | 2:28:29 |
| 16   | Nadia Dal Ben       | Cuneo Triathlon         | 0:31:08 | 1:08:12 | 0:50:05      | 2:29:25 |
| 17   | Gabriella Bois      | Cuneo Triathlon         | 0:39:57 | 1:00:36 | 0:50:59      | 2:31:32 |
| 18   | Stefania Signora    | Padova Triathlon        | 0:36:16 | 0:54:50 | 1:01:12      | 2:32:18 |
| 19   | Daria Meinardi      | Torino 3                | 0:33:37 | 0:59:41 | 1:02:03      | 2:35:21 |
| 20   | Anja Hajek          | Triathlon Lecco         | 0:36:19 | 0:57:01 | 1:02:16      | 2:35:36 |